# Tisztogatóhal
A tisztogatóhal (Labroides dimidiatus) a sugarasúszójú halak (Actinopterygii) osztályának sügéralakúak (Perciformes) rendjébe, ezen belül az ajakoshalfélék (Labridae) családjába tartozó faj.
Nemének a típusfaja.

## Előfordulása
A tisztogatóhal előfordulási területe az Indiai- és a Csendes-óceánok. A Vörös-tengertől és a Perzsa-öböl délre Kelet-Afrika partjai mentén, keletre pedig a Line-szigeteken, a Lord Howe-szigetcsoporton, a Ducie-atollon és a Marquises-szigeteken keresztül, egészen a Húsvét-szigetig található meg. elterjedésének északi határát Japán déli szigetei képezik.

## Megjelenése
Ez a halfaj általában 10 centiméteres, de elérheti a 14 centiméteres hosszúságot is. A hátúszóján 9 tüske és 10-11 sugár, míg a farok alatti úszóján 3 tüske és 10 sugár van. Az oldalvonala mentén 50-52 pikkely található. Az alapszíne elöl sárgás, míg hátul kékes; középen fekete sáv fut végig a testén; a mélyebben élő példányok sárgásabb árnyalatúak.

## Életmódja
Trópusi ajakoshal, amely a korallszirtek egyik lakója. Általában 1-30 méteres mélységek között él, de néha 40 méteres mélységig is lehatol. A 24-28 Celsius-fokos hőmérsékletet kedveli. Nem vándorol és a felnőtt példányok életre szóló párt alkotnak. Amint neve is utal rá, táplálékának nagy részét más élőlények tisztogatásával szerzi meg; letisztítja róluk a külső élősködőket, nyálkát és elhalt bőrt vagy pikkelyt. Étrendjét puhatestűekkel egészíti ki. Egy felnőtt pár területén, néha egy csoport fiatal is ülhet.
Legfeljebb 4 évig él.

## Szaporodása
Mindegyik egyed nőstényként jön világra, aztán 8,8 centiméteresen nemet vált, azaz hím lesz belőle. Egy-egy hím területén általában egy felnőtt nőstény él; de néha fiatal nőstények csoportja is tartózkodhat.

## Felhasználása
Táplálkozási célokból nem halásszák, azonban az akváriumok számára ipari mértékben fogják ki.

## Képek

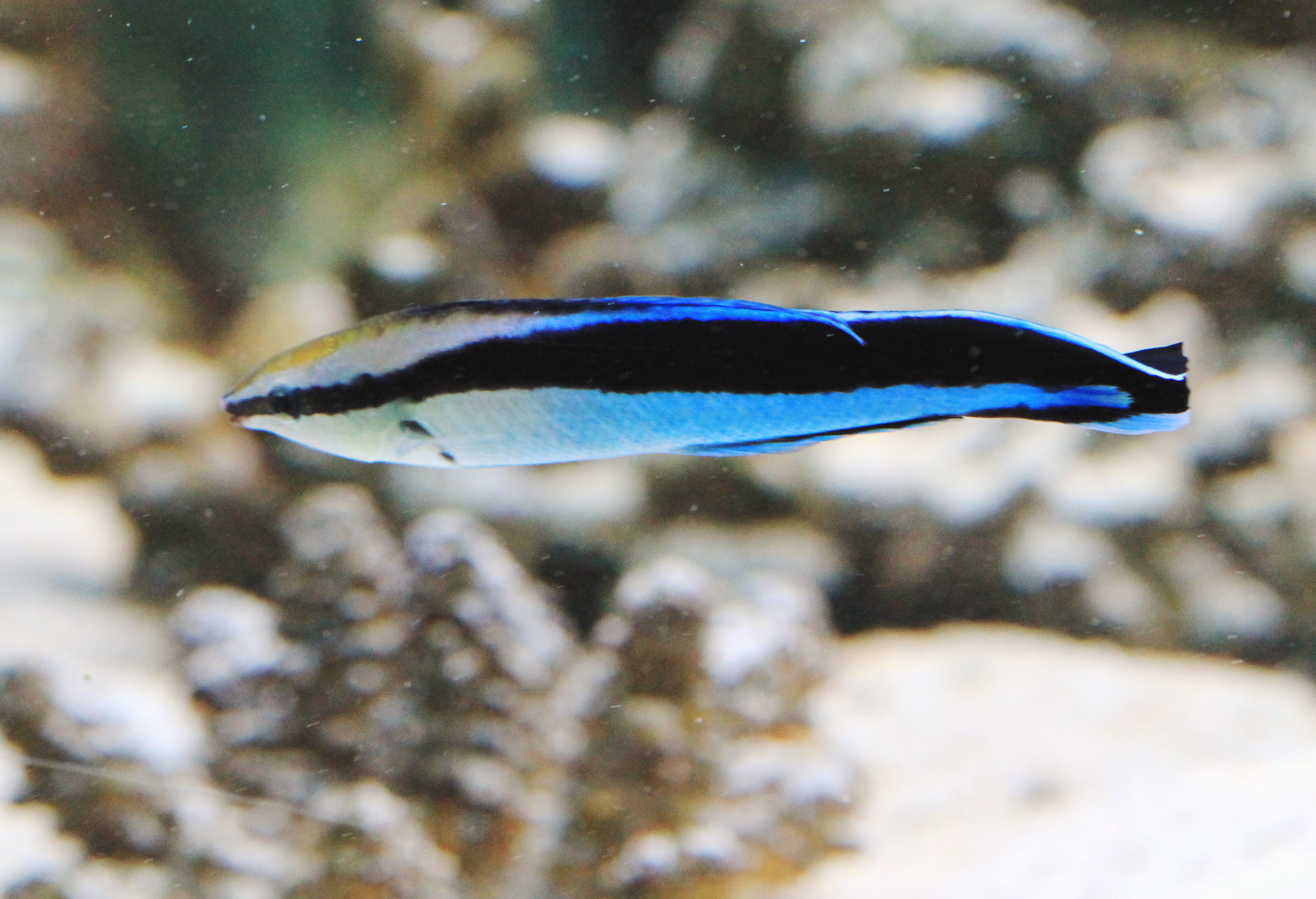
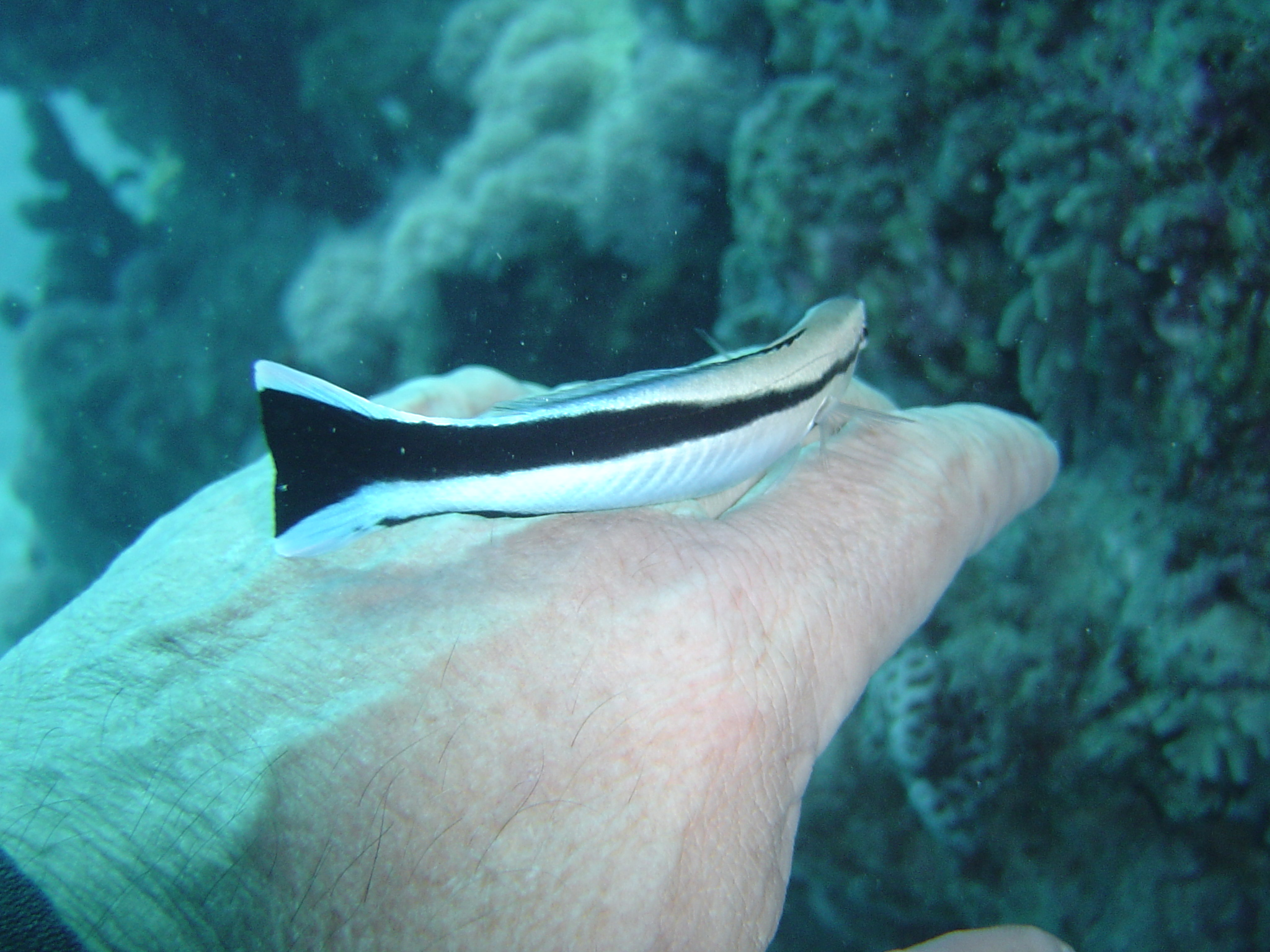
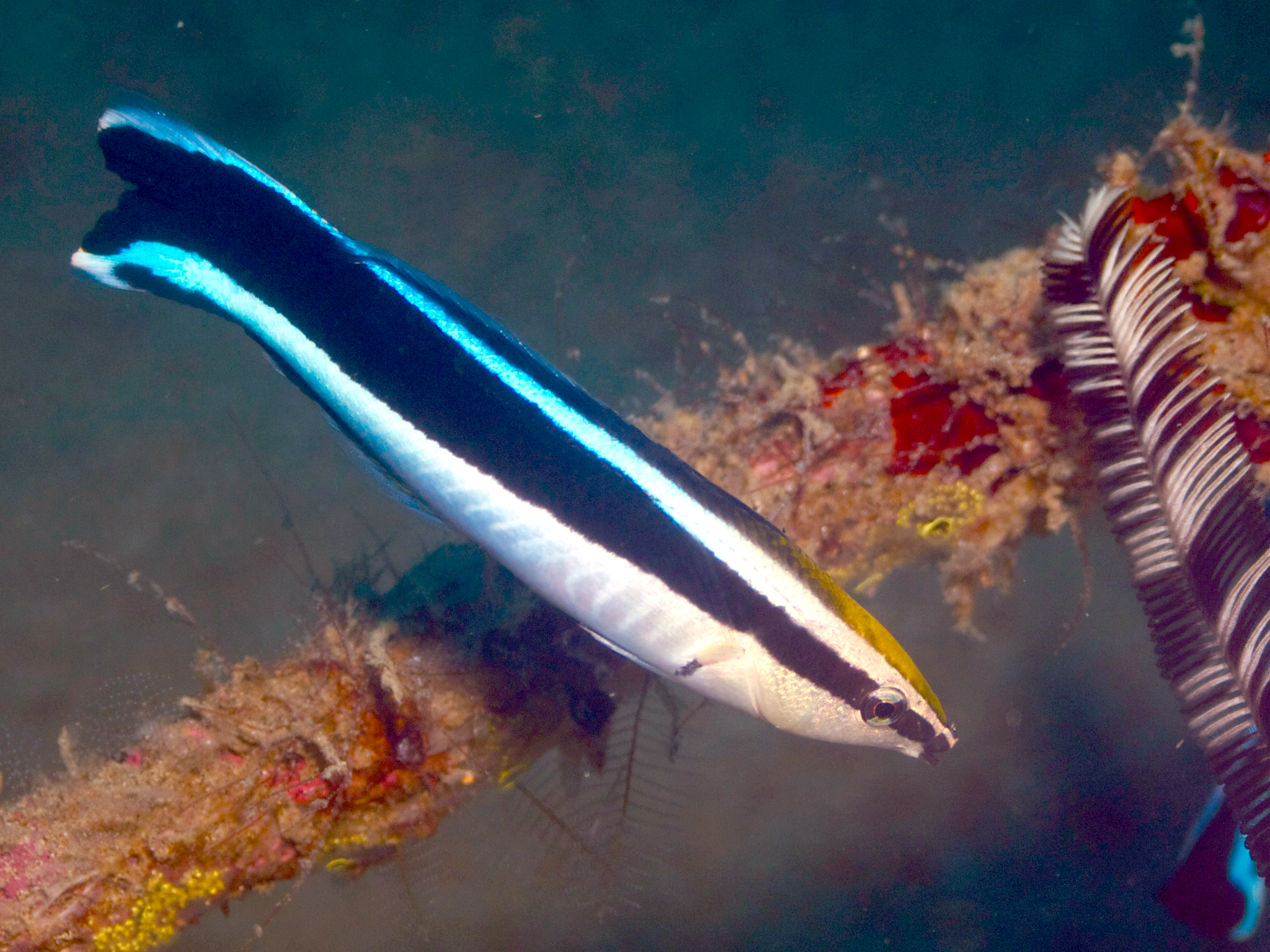
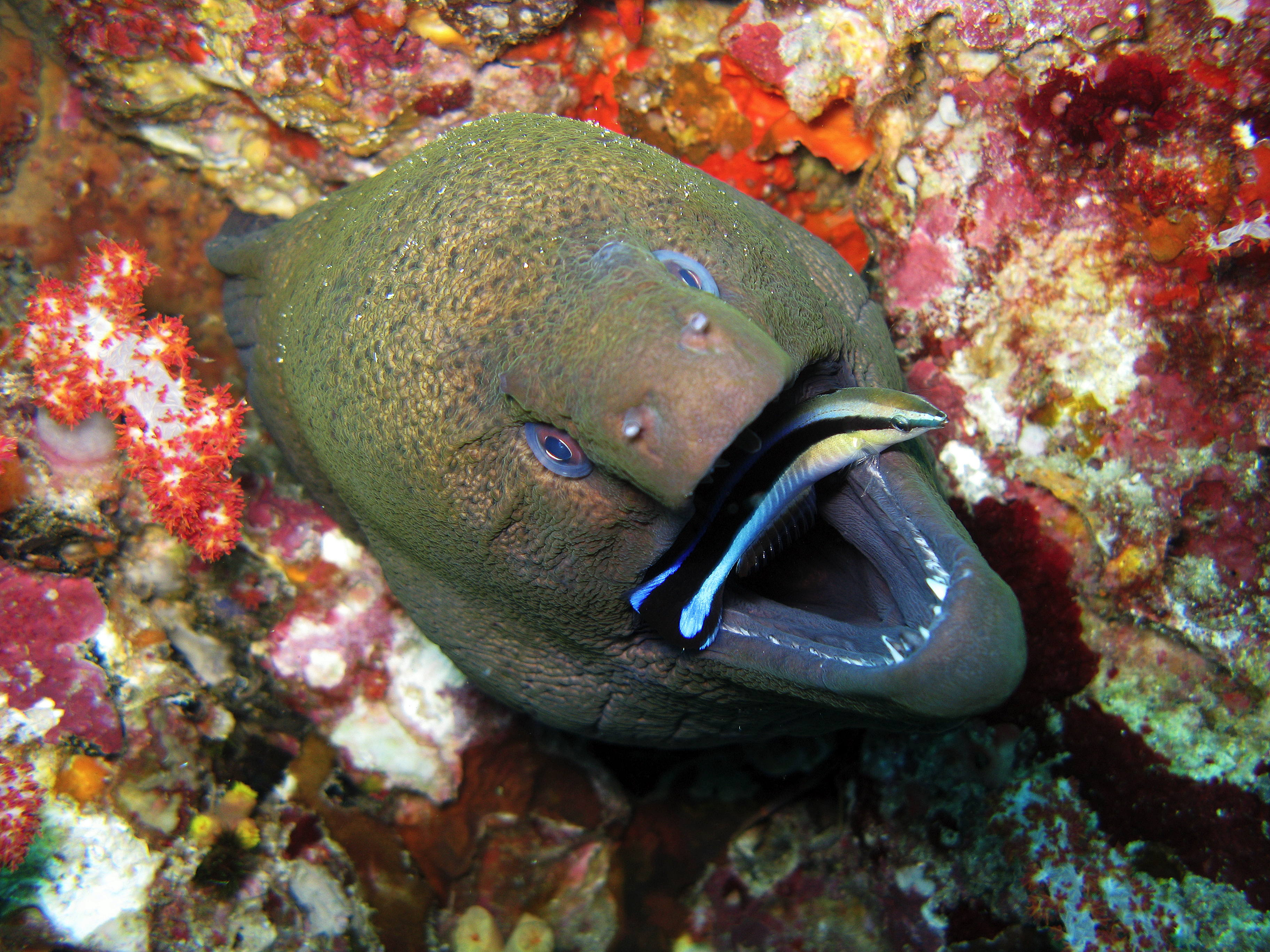
Munka közben
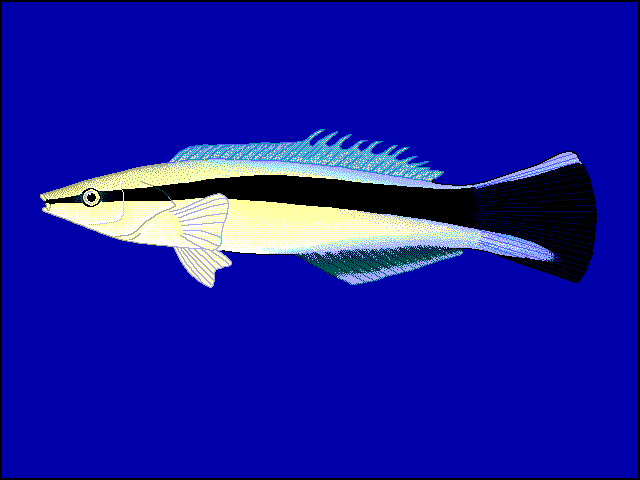
Rajz a halról